# دانی بسترس
دانی بُسترُس (عربی: داني بسترس؛ ۸ اکتبر ۱۹۵۹ – ۲۷ دسامبر ۱۹۹۸) هنرپیشه، و رقصنده اهل لبنان بود.